# Monte Blue
Monte Blue, all'anagrafe Gerard Montgomery Blue (Indianapolis, 11 gennaio 1887 – Milwaukee, 18 febbraio 1963), è stato un attore statunitense, celebre soprattutto per i suoi ruoli di grande amatore nell'era del cinema muto.

## Biografia

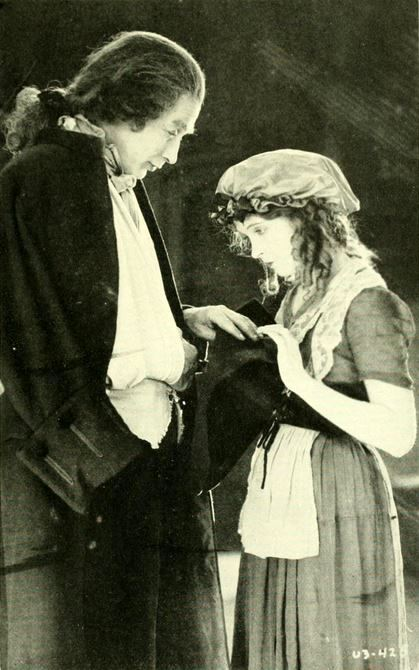
Monte Blue e Lillian Gish in Le due orfanelle di David Wark Griffith (1921)

Monte Blue aveva solo cinque anni quando perse il padre, rimasto ucciso in un incidente stradale. La madre, non potendo mantenere da sola i suoi cinque figli, lo fece entrare, insieme ad un altro fratello, nell'orfanotrofio Gerard Monte Blue. Cresciuto in questo ambiente, iniziò a coltivare il proprio fisico giocando soprattutto a football americano. Uscito dall'orfanotrofio fece diversi lavori tra i quali il ferroviere, il pompiere, il minatore nelle miniere di carbone, il mandriano, cavallerizzo del circo e infine il boscaiolo, finché non entrò a far parte delle troupe cinematografiche del celebre regista David Wark Griffith.

### Carriera cinematografica
Nel 1915 lavorò come stuntman nella pellicola di Griffith Nascita di una nazione, alla quale partecipò anche come comparsa. Venne ingaggiato anche per la pellicola successiva del regista, il kolossal Intolerance, dove apparve in uno dei ruoli minori. Gradualmente riuscì ad ottenere parti sempre più rilevanti non solo nelle pellicole di Griffith, ma anche in quelle dell'altro grande regista dell'epoca, Cecil B. DeMille.

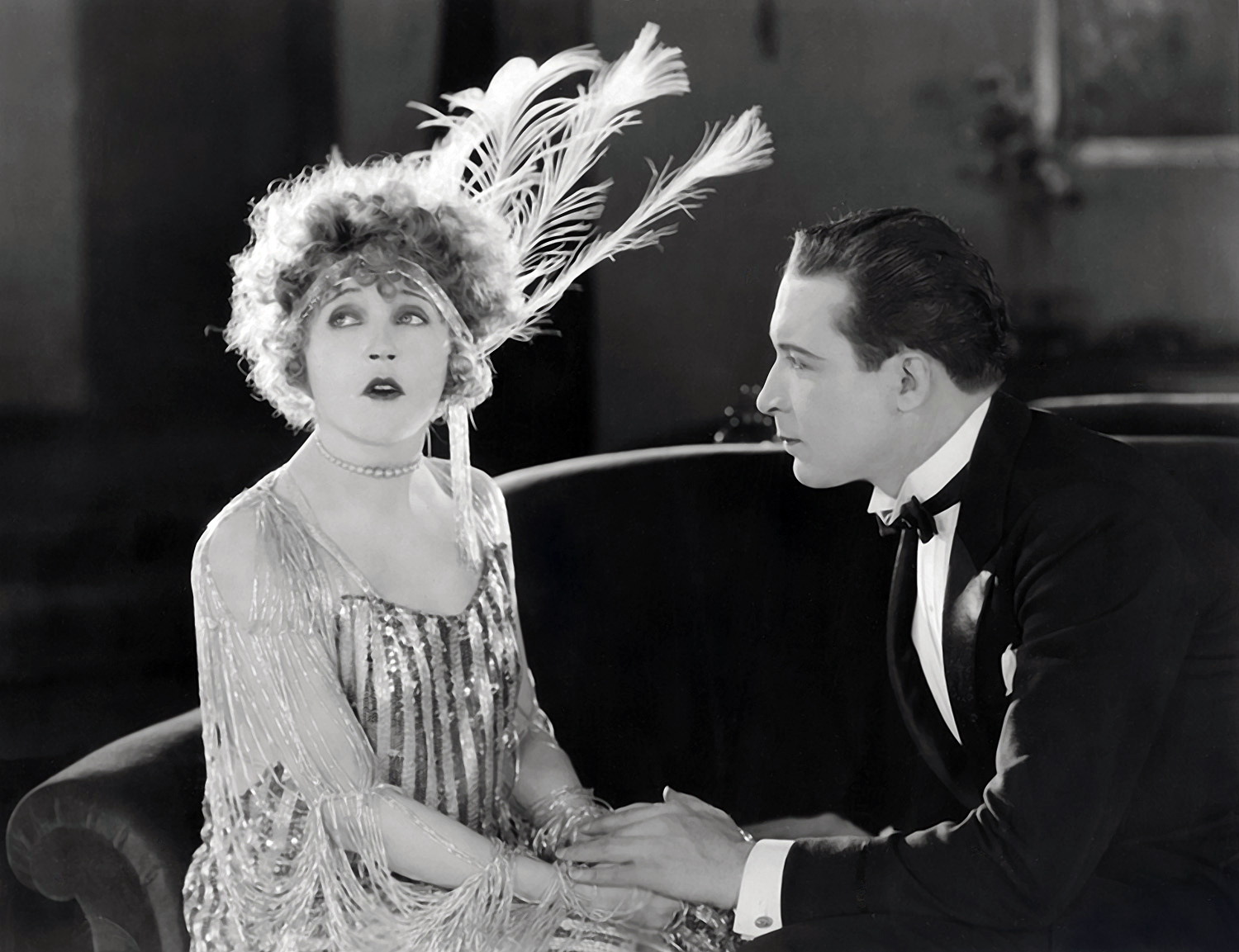
Monte Blue con Mae Murray in La rosa di Broadway di Robert Z. Leonard (1922)

La svolta della sua carriera giunse con l'interpretazione di Danton in un altro capolavoro di Griffith, Le due orfanelle (1921), dove lavorò a fianco di Lillian e Dorothy Gish. Il successo del suo personaggio lo lanciò nello star system hollywoodiano quale partner maschile delle grandi stelle femminili dell'era del muto, come Clara Bow, Gloria Swanson, Mae Murray e Norma Shearer. Partecipò anche al film Ombre bianche (1928) di W. S. Van Dyke.
L'attore non ebbe particolari problemi con l'avvento del sonoro, ma venne duramente colpito soprattutto a livello patrimoniale dalla crisi finanziaria del 1929. Riuscì tuttavia a ricostruire la propria carriera, che si limitò però a ruoli minori in diverse pellicole, grazie anche all'aiuto del suo vecchio amico De Mille, fino al suo ritiro avvenuto nel 1959 dopo aver preso parte ad altri film, tra cui L'isola di corallo (1948) di John Huston.

### Vita privata
L'11 novembre 1924, Monte Blue sposò Tova Jansen, figlia dell'attrice Bodil Rosing, alla quale restò unito fino alla sua morte.

### Ultimi anni e morte
Dopo essersi ritirato dal mondo del cinema, lavorò come presentatore per l'Hamid-Morton Circus fino alla sua morte, avvenuta per complicazioni sopravvenute a seguito di un attacco di influenza, all'età di 76 anni.

## Filmografia parziale
La filmografia è PARZIALE. 

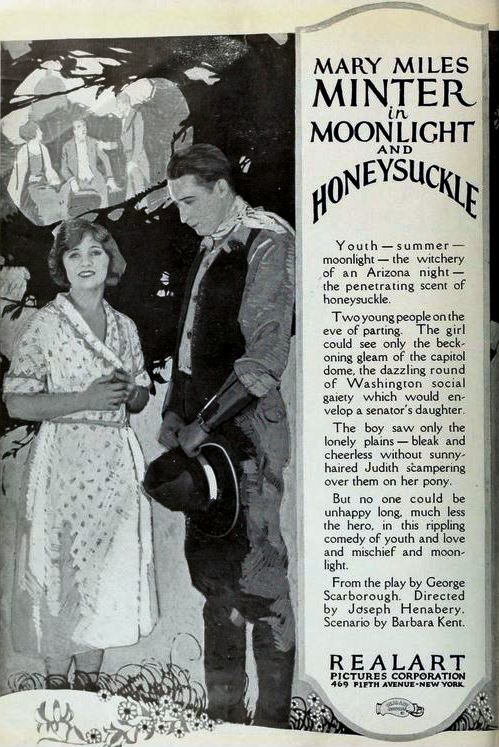
Moonlight and Honeysuckle (1921)
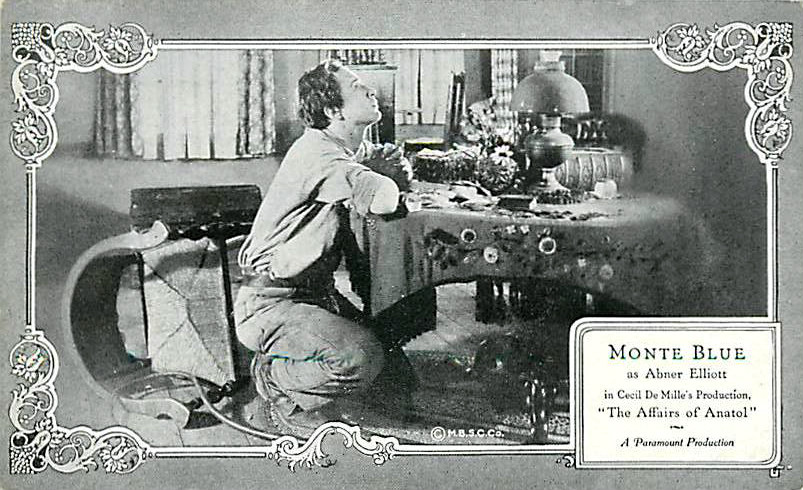
The Affairs of Anatol (1922)
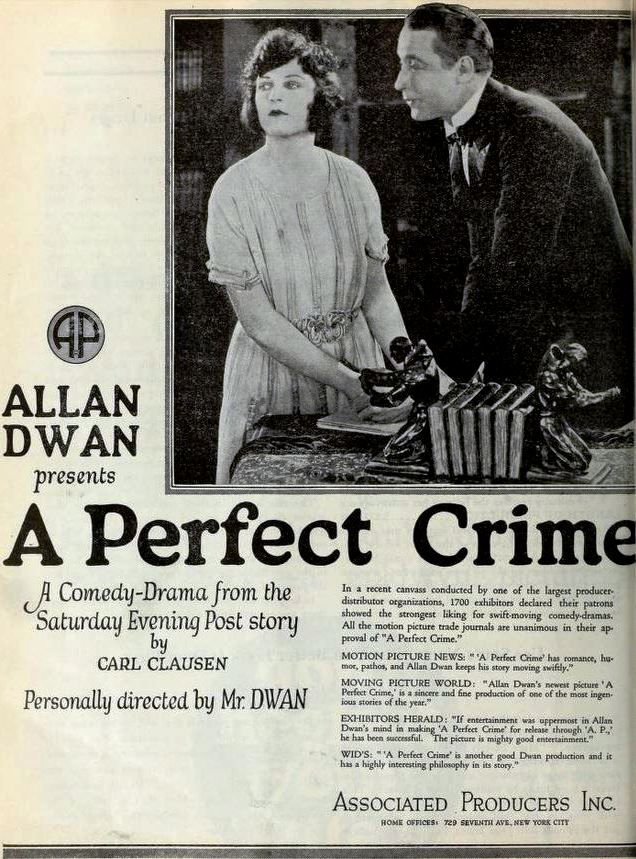
A Perfect Crime (1921)

### Attore

#### 1915
- Nascita di una nazione, regia di David Wark Griffith (1915)
- The Absentee, regia di Christy Cabanne (1915)
- The Wild Girl from the Hills (1915)
- Spettri (Ghosts), regia di John Emerson (1915)
- The Noon Hour (1915)
- Editions de Luxe (1915)
- For His Pal (1915)
- Hidden Crime (1915)
- The Family Doctor (1915)

#### 1916
- The Price of Power (1916)
- The Man Behind the Curtain, regia di Cortland Van Deusen (1916)
- Intolerance, regia di D. W. Griffith (1916)
- Hell-to-Pay Austin, regia di Paul Powell (1916)
- The Microscope Mystery, regia di Paul Powell (1916)
- Matrimoniomania (The Matrimaniac), regia di Paul Powell (1916)

#### 1917
- Jim Bludso, regia di Tod Browning (1917)
- Betsy's Burglar, regia di Paul Powell (1917)
- Hands Up!, regia di Tod Browning e Wilfred Lucas (1917)
- Wild and Woolly, regia di John Emerson (1917)
- Tradita (Betrayed), regia di Raoul Walsh (1917)
- Il fanciullo del West (The Man from Painted Post), regia di Joseph Henabery (1917)
- The Ship of Doom, regia di Wyndham Gittens (1917)

#### 1918
- The Red, Red Heart, regia di Wilfred Lucas (1918)
- Riders of the Night, regia di John H. Collins (1918)
- Il giglio selvatico (M'liss), regia di Marshall Neilan (1918)
- The Only Road, regia di Frank Reicher (1918)
- Hands Up!, regia di Louis J. Gasnier e James W. Horne (1918)
- Till I Come Back to You, regia di Cecil B. DeMille (1918)
- Johanna Enlists, regia di William Desmond Taylor (1918)
- One Hundred Percent American, regia di Arthur Rosson (1918)
- The Romance of Tarzan, regia di Wilfred Lucas (1918)
- The Goddess of Lost Lake, regia di Wallace Worsley (1918)
- The Squaw Man, regia di Cecil B. DeMille (1918)

#### 1919
- Romance and Arabella, regia di Walter Edwards (1919)
- Pettigrew's Girl, regia di George Melford (1919)
- Rustling a Bride, regia di Irvin Willat (1919)
- Told in the Hills, regia di George Melford (1919)
- In Mizzoura, regia di Hugh Ford (1919)
- Everywoman, regia di George Melford (1919)
- Too Much Johnson, regia di Donald Crisp (1919)

#### 1920
- The Thirteenth Commandment, regia di Robert G. Vignola (1920)
- A Cumberland Romance, regia di Charles Maigne (1920)
- Something to Think About regia di Cecil B. DeMille (1920)

#### 1921
- The Jucklins, regia di George Melford (1921)
- The Kentuckians, regia di Charles Maigne (1921)
- A Perfect Crime, regia di Allan Dwan (1921)
- A Broken Doll, regia di Allan Dwan (1921)
- Moonlight and Honeysuckle, regia di Joseph Henabery (1921)
- Fragilità, sei femmina! (The Affairs of Anatol), regia di Cecil B. DeMille (1921)
- Le due orfanelle (Orphans of the Storm), regia di David Wark Griffith (1921)

#### 1922
- Miss Gloria balla la danza del pavone (Peacock Alley), regia di Robert Z. Leonard (1922)
- My Old Kentucky Home, regia di Ray C. Smallwood (1922)
- La rosa di Broadway (Broadway Rose), regia di Robert Z. Leonard (1922)

#### 1923
- Brass, regia di Sidney Franklin (1923)
- The Tents of Allah, regia di Charles Logue (1923)
- Main Street, regia di Harry Beaumont (1923)
- The Purple Highway, regia di Henry Kolker (1923)
- Defying Destiny, regia di Louis Chaudet (1923)
- Lucretia Lombard, regia di Jack Conway (1923)

#### 1924
- Loving Lies, regia di W. S. Van Dyke (1924)
- Matrimonio in quattro (The Marriage Circle), regia di Ernst Lubitsch (1924)
- La signorina Mezzanotte (Mademoiselle Midnight), regia di Robert Z. Leonard (1924)
- How to Educate a Wife, regia di Monta Bell (1924)
- Daughters of Pleasure, regia di William Beaudine (1924)
- La Madonna delle rose (Revelation), regia di George D. Baker (1924)
- Being Respectable, regia di Phil Rosen (1924)
- Her Marriage Vow, regia di Millard Webb (1924)
- The Lover of Camille, regia di Harry Beaumont (1924)
- Il cigno nero (The Dark Swan), regia di Millard Webb (1924)

#### 1925
- Recompense, regia di Harry Beaumont (1925)
- Baciami ancora (Kiss Me Again), regia di Ernst Lubitsch (1925)
- The Limited Mail, regia di George W. Hill (1925)
- Red Hot Tires, regia di Erle C. Kenton (1925)
- Hogan's Alley, regia di Roy Del Ruth (1925)

#### 1926
- The Man Upstairs, regia di Roy Del Ruth (1926)
- Other Women's Husbands, regia di Erle C. Kenton (1926)
- La vita è un charleston (So This Is Paris), regia di Ernst Lubitsch (1926)
- Attraverso il Pacifico (Across the Pacific), regia di Roy Del Ruth (1926)

#### 1927
- Notte di Capodanno a New-York (Wolf's Clothing), regia di Roy Del Ruth (1927)
- The Brute, regia di Irving Cummings (1927)
- Bitter Apples, regia di Harry O. Hoyt (1927)
- The Black Diamond Express, regia di Howard Bretherton (1927)
- The Bush Leaguer, regia di Howard Bretherton (1927)
- One-Round Hogan, regia di One-Round Hogan (1927)
- Brass Knuckles, regia di Lloyd Bacon (1927)

#### 1928
- Across the Atlantic, regia di Howard Bretherton (1928)
- Ombre bianche (White Shadows in the South Seas)
- Conquest, regia di Roy Del Ruth (1928)

#### 1929
- The Greyhound Limited, regia di Howard Bretherton (1929)
- L'uomo dei monti (No Defense), regia di Lloyd Bacon (1929)
- From Headquarters, regia di Howard Bretherton (1929)
- L'uomo dai due volti (Skin Deep), regia di Ray Enright (1929)
- Rivista delle nazioni (The Show of Shows), regia di John G. Adolfi (1929)
- Rosa tigrata (Tiger Rose), regia di George Fitzmaurice (1929)

#### 1930
- L'arcipelago in fiore (Isle of Escape), regia di Howard Bretherton (1930)
- Those Who Dance, regia di William Beaudine (1930)

#### 1931
- Il diluvio (The Flood), regia di James Tinling (1931)

#### 1932
- The Stoker, regia di Chester M. Franklin (1932)
- Officer Thirteen, regia di George Melford (1932)

#### 1933
- The Thundering Herd, regia di Henry Hathaway (1933)
- Carambola d'amore (The Intruder), regia di Albert Ray (1933)
- Her Forgotten Past, regia di Wesley Ford (1933)

#### 1934
- Come On, Marines!, regia di Henry Hathaway (1934)
- The Last Round-Up, regia di Henry Hathaway (1934)
- Il canto del West (Wagon Wheels), regia di Charles Barton (1934)
- Student Tour, regia di Charles Reisner (1934)

#### 1935
- I lancieri del Bengala (The Lives of a Bengal Lancer), regia di Henry Hathaway (1935)
- On Probation, regia di Charles Hutchison (1935)
- La pattuglia dei senza paura (G' Men), regia di William Keighley (1935)
- Social Error, regia di Harry L. Fraser (1935)
- The Test, regia di Bernard B. Ray (1935)
- Trails of the Wild, regia di Sam Newfield (1935)
- Wanderer of the Wasteland, regia di Otho Lovering (1935)
- Hot Off the Press, regia di Albert Herman (1935)
- Nevada, regia di Charles Barton (1935)

#### 1936
- Desert Gold, regia di James P. Hogan (1936)
- Treachery Rides the Range, regia di Frank McDonald (1936)
- Undersea Kingdom, regia di B. Reeves Eason e Joseph Kane (1936)
- Prison Shadows, regia di Robert F. Hill (1936)
- Maria di Scozia (Mary of Scotland), regia di John Ford (1936)
- Ride Ranger Ride, regia di Joseph Kane (1936)
- La conquista del West (The Plainsman), regia di Cecil B. DeMille (1936)
- Song of the Gringo, regia di John P. McCarthy (1936)

#### 1937
- A Million to One
- Secret Agent X-9
- The Outcasts of Poker Flat, regia di Christy Cabanne (1937)
- Rootin' Tootin' Rhythm
- Sorgenti d'oro
- Anime sul mare (Soul at Sea), regia di Henry Hathaway (1937)
- Sky Racket
- Thunder Trail
- Una magnifica avventura (A Damsel in Distress), regia di George Stevens (1937)
- Il sentiero della vendetta (Born to the West), regia di Charles Barton (1937)
- Amateur Crook

#### 1938
- The Big Broadcast of 1938
- Cocoanut Grove
- The Great Adventures of Wild Bill Hickok
- Rebellious Daughters
- Il falco del Nord (Spawn of the North), regia di Henry Hathaway (1938)
- The Mysterious Rider, regia di Lesley Selander (1938)
- King of Alcatraz
- Touchdown, Army
- Illegal Traffic
- Hawk of the Wilderness
- Tom Sawyer, Detective

#### 1939
- Gli avventurieri (Dodge City), regia di Michael Curtiz (1939)
- Frontier Pony Express
- Il conquistatore del Messico
- La via dei giganti
- Port of Hate
- Our Leading Citizen
- L'ultimo pellirossa
- Days of Jesse James, regia di Joseph Kane (1939)

#### 1940
- La danzatrice di Singapore (The Road to Singapore), regia di Victor Schertzinger (1940)
- Mystery Sea Raider
- A Little Bit of Heaven, regia di Andrew Marton (1940)
- Young Bill Hickok
- Giubbe rosse (North West Mounted Police), regia di Cecil B. DeMille (1940)
- The Texas Rangers Ride Again

#### 1941
- Arkansas Judge, regia di Frank McDonald (1941)
- The Great Train Robbery, regia di Joseph Kane (1941)
- Scattergood Pulls the Strings
- Riders of Death Valley
- Sunset in Wyoming
- Citadel of Crime
- Bad Man of Deadwood
- King of the Texas Rangers
- New York Town
- I dimenticati
- Law of the Timber
- Pacific Blackout

#### 1942
- Treat 'Em Rough, regia di Ray Taylor (1942)
- North to the Klondike
- The Remarkable Andrew
- Vento selvaggio
- Klondike Fury
- Lo scorpione d'oro (My Favorite Blonde), regia di Sidney Lanfield (1942)
- L'ispiratrice
- Secret Enemies
- Agguato ai tropici
- Presi tra le fiamme
- Ho sposato una strega
- Ritrovarsi (The Palm Beach Story), regia di Preston Sturges (1942)
- The Hidden Hand
- Avventura al Marocco
- Il sentiero della gloria (Gentleman Jim), regia di Raoul Walsh (1942)
- Casablanca, regia di Michael Curtiz (1942)

#### 1943
- Truck Busters
- The Hard Way, regia di Vincent Sherman (1943)
- La bandiera sventola ancora
- Mission to Moscow
- Convoglio verso l'ignoto (Action in the North Atlantic), regia di Lloyd Bacon (1943)
- Pilot #5
- Thank Your Lucky Stars
- L'ostaggio (Northern Pursuit) , regia di Raoul Walsh (1943)

#### 1944
- Il giuramento dei forzati (Passage to Marseille), regia di Michael Curtiz (1944)
- Il pilota del Mississippi (The Adventures of Mark Twain), regia di Irving Rapper (1944)
- Trial by Trigger
- La maschera di Dimitrios, regia di Jean Negulesco (1944)
- Janie
- I cospiratori (The Conspirators), regia di Jean Negulesco (1944)

#### 1945
- Duello a S. Antonio (San Antonio), regia di David Butler e, non accreditati, Robert Florey e Raoul Walsh (1945)

#### 1947
- Le donne erano sole (Unfaithful), regia di Vincent Sherman

#### 1948
- L'isola di corallo (Key Largo), regia di John Huston

#### 1954
- Lo sceriffo senza pistola, regia di Michael Curtiz

## Doppiatori italiani
- Corrado Racca in L'isola di corallo
- Bruno Persa in I lancieri del Bengala (ridoppiaggio)